# Indipur
Indipur es una ciudad censal situada en el distrito de Dhenkanal en el estado de Odisha (India). Su población es de 4656 habitantes (2011). Se encuentra a 47 km de Cuttack, y a 56 km de Bhubaneswar.

## Demografía
Según el censo de 2011 la población de Indipur era de 4656 habitantes, de los cuales 2452 eran hombres y 22204 eran mujeres. Indipur tiene una tasa media de alfabetización del 88,11%, superior a la media estatal del 72,87%: la alfabetización masculina es del 93,87%, y la alfabetización femenina del 81,69%.